# Gawijzend
Gawijzend is een verdwenen dorp dat even ten noorden lag van Aartswoud, in wat later de Wieringermeerpolder is geworden. Het dorp dat ook wel Gouwsend, Oude Gawijzende en Gonsende  wordt genoemd, werd in 1334 verwoest bij een storm op de Zuiderzee. 
Door de stijgende zeespiegel moest steeds meer land worden prijsgegeven. Ten zuiden van Gawijzend werd daarom in 1334 een inlaagdijk aangelegd. Deze maakt nu nog deel uit van de Westfriese Omringdijk. De oude dijk ten noorden van Gawijzend begaf het tijdens de Sint-Clemensvloed van 1334 en verdween later in zijn geheel.
Gawijzend werd net als in de buurt gelegen Heerenkoog en Almersdorp opgegeven. Samen met Heerenkoog verdween Gawijzend rond 1350 geheel onder het water. Almersdorp daarentegen liep destijds niet geheel onder en werd later ook herbouwd. Pas rond 1548 verdween ook Almersdorp.
Bij latere opgravingen werd op de plek van waar Gawijzend was, de restanten van een aantal kisten van bontzandsteen met afgesleten deksel gevonden. Daarin werd onder meer een ovale zegel van Wieringen uit 1319 gevonden. Van de huizen in het dorp werden enkel grondsporen over een lengte van 200 meter gevonden.